# Point (hockey sur glace)
Pour les articles homonymes, voir Point.

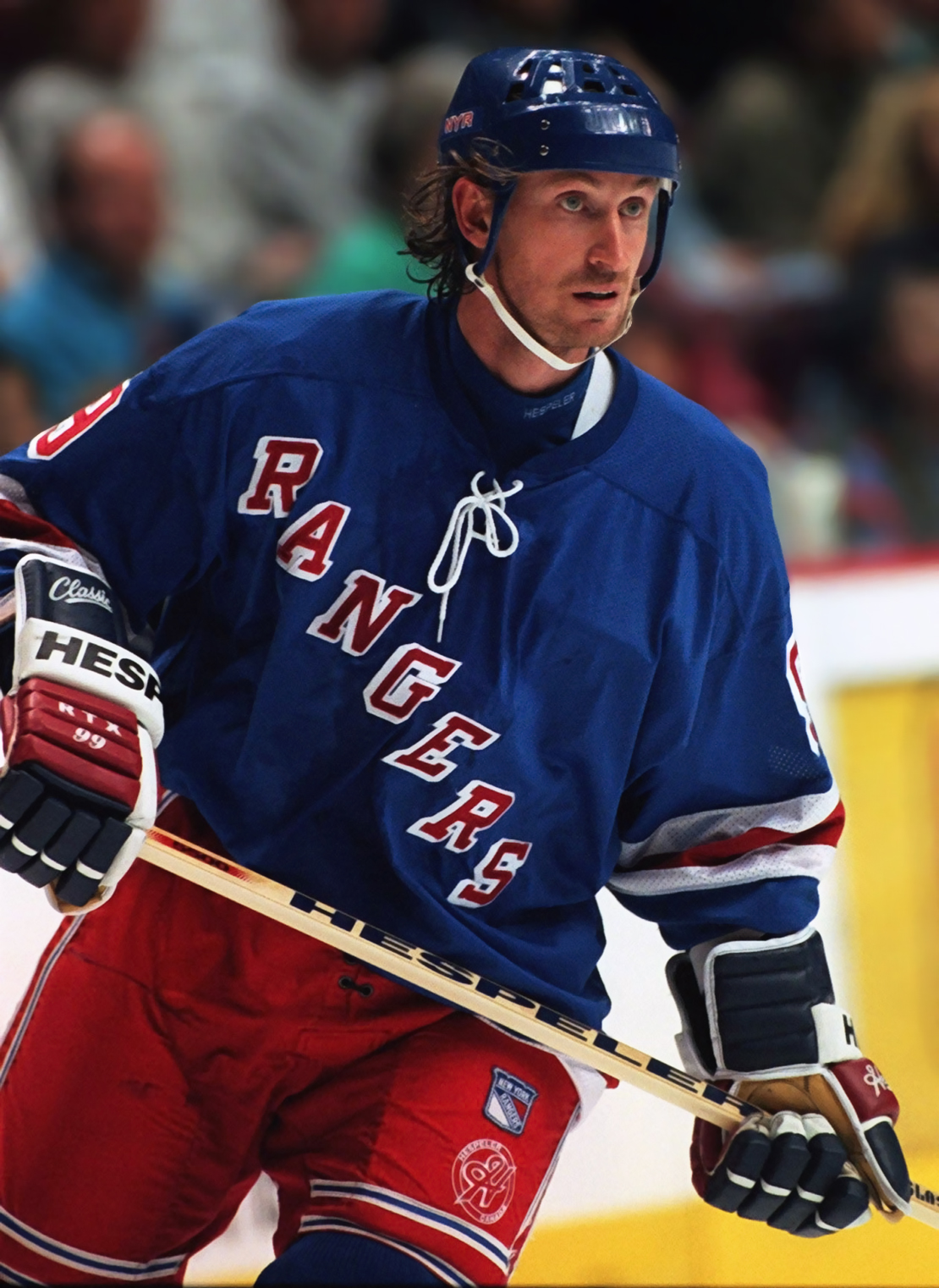
Wayne Gretzky jouant pour les New York Rangers en 1997-98.

Au hockey sur glace, le terme point a deux significations selon qu’il est le fait d’un joueur ou celui d’une équipe.

## Au sens du joueur
Pour un joueur, un point fait référence dans ses statistiques à une aide – ou assistance – ou un but marqué par le joueur durant un match. Chaque joueur ne peut recevoir qu'un seul point par but de son équipe. La somme des aides et des buts donne le nombre de points. Les meilleurs « pointeurs » d'un championnat sont souvent mis en avant au même titre que les meilleurs buteurs. Ainsi plusieurs trophées sont mis en place pour récompenser le joueur avec le plus haut total : la Ligue nationale de hockey remet le trophée Art-Ross, la Ligue américaine de hockey le trophée John-B.-Sollenberger, la Ligue Magnus le trophée Charles-Ramsay, etc.

## Au sens de l'équipe
Pour une équipe, des points sont récoltés en fonction du résultat du match. Dans les règles internationales, une équipe reçoit :
- 3 points lors d'une victoire en temps règlementaire ;
- 2 points pour une victoire en prolongation ou aux tirs au but (fusillade) ;
- 1 point pour une défaite après prolongation ou aux tirs au but (fusillade) ;
- 0 lors d'une défaite en temps réglementaire.

Dans la Ligue nationale de hockey, le vainqueur reçoit toujours 2 points.